# Classement de solutionniste
Le classement des solutionnistes de problèmes d'échecs a été créé pour avoir un classement semblable au classement Elo des joueurs d'échecs. D'ailleurs avant d'avoir été officialisé et pris en charge par la commission permanente pour la composition échiquéenne de la FIDE, il se nommait RElo.
Pour avoir un classement de solutionniste, il faut participer à au moins deux tournois homologués de résolution de problèmes d'échecs.
Les principaux tournois homologués sont :
- le championnat du monde de solutions
- l'Open qui a lieu pendant le congrès mondial pendant lequel se déroule le championnat du monde
- le championnat d'Europe de solutions
- le Concours international de solutions

Pour être homologué, un tournoi doit réunir au minimum 10 solutionnistes classés d'au moins deux pays différents. Les problèmes proposés doivent être inédits, présenter un thème clair et un bon niveau de qualité et de difficulté.
Il y doit y avoir au minimum 12 problèmes répartis parmi 5 des 6 sections du championnat du monde de solutions, plus la section des féériques.

## Voir également
- Norme de solutionniste
- grand maître international de résolution de problèmes d'échecs
- maître international de résolution de problèmes d'échecs
- maître FIDE de résolution de problèmes d'échecs